# Busachi
Busachi (en sard, Busache) és un municipi italià, dins de la província d'Oristany. L'any 2007 tenia 1.629 habitants. Es troba a la regió de Barigadu. Limita amb els municipis d'Allai, Fordongianus, Ghilarza, Ortueri (NU), Samugheo i Ula Tirso.

## Administració
| Període | Identitat       | Partit        |
| ------- | --------------- | ------------- |
| 2005-   | Salvatore Crobu | Llista cívica |